# Fukumura Takayuki
Takayuki Fukumura (福村 貴幸 Fukumura Takayuki, sinh ngày 22 tháng 12 năm 1991 ở Hirakata, Osaka) là một cầu thủ bóng đá người Nhật Bản thi đấu cho FC Gifu, cho mượn từ Shimizu S-Pulse.

## Thống kê sự nghiệp
Cập nhật đến ngày 23 tháng 2 năm 2016.
| Câu lạc bộ          | Mùa giải            | Giải vô địch | Giải vô địch | Cúp Hoàng đế Nhật Bản | Cúp Hoàng đế Nhật Bản | J. League Cup | J. League Cup | Tổng    | Tổng      |
| Câu lạc bộ          | Mùa giải            | Số trận      | Bàn thắng    | Số trận               | Bàn thắng             | Số trận       | Bàn thắng     | Số trận | Bàn thắng |
| ------------------- | ------------------- | ------------ | ------------ | --------------------- | --------------------- | ------------- | ------------- | ------- | --------- |
| Kyoto Sanga F.C.    | 2010                | 0            | 0            | 0                     | 0                     | 0             | 0             | 0       | 0         |
| Kyoto Sanga F.C.    | 2011                | 19           | 0            | 6                     | 0                     | -             | -             | 25      | 0         |
| Kyoto Sanga F.C.    | 2012                | 37           | 0            | 2                     | 0                     | -             | -             | 39      | 0         |
| Kyoto Sanga F.C.    | 2013                | 41           | 1            | 2                     | 0                     | -             | -             | 43      | 1         |
| Kyoto Sanga F.C.    | 2014                | 18           | 1            | 2                     | 0                     | -             | -             | 20      | 1         |
| Kyoto Sanga F.C.    | 2015                | 0            | 0            | -                     | -                     | -             | -             | 0       | 0         |
| Shimizu S-Pulse     | 2015                | 14           | 0            | 1                     | 0                     | 4             | 0             | 19      | 0         |
| Tổng cộng sự nghiệp | Tổng cộng sự nghiệp | 129          | 2            | 13                    | 0                     | 4             | 0             | 146     | 2         |